# Alfred Iverson
Alfred Iverson, Jr. (14. februar 1829 – 31. marts 1911) var en amerikansk advokat og general for Sydstaterne i den amerikanske borgerkrig. Han er bedst kendt for et katastrofalt infanteriangreb på førstedage af slaget ved Gettysburg.

## Tidlige år
Iverson blev født i Clinton, Georgia. Han var søn af Alfred Iverson, Sr., Senator for Georgia og en ivrig fortaler for udtræden af Unionen og Caroline Goode Holt. Senatoren besluttede at hans søn skulle have en militær karriere og indmeldte ham på Tuskegee Military Institute.
Iversons militære karriere startede i en alder af 17, da den Mexicansk-amerikanske krig begyndte. Hans far hvervede og udstyrede et regiment af frivillige fra Georgia og den unge Iverson forlod Tuskegee for at blive sekondløjtnant i regimentet. Han forlod tjenesten i juli 1848 for at blive advokat og entreprenør. I 1855 betød hans erfaring fra den Mexicansk-amerikanske krig, at han fik en bestalling som premierløjtnant i 1. kavaleriregiment.

## Borgerkrigen
Ved borgerkrigens udbrud trådte Iverson ud af Unionshæren og fik en bestalling fra sin fars gamle ven, præsident Jefferson Davis, som oberst for 20. North Carolina Infanteri regiment, en enhed han spillede en stor rolle ved hvervningen af. Hans regiment var oprindelig stationeret i North Carolina, men blev overført til Virginia halvøen i juni 1862 og deltog i Syvdagesslaget. Han udmærkede sig i slaget ved Gaines' Mill, i divisionen under generalmajor D.H. Hill, ved at lede det eneste regiment af fem, som havde held til at erobre et af Unionens artilleribatterier. Iverson blev alvorligt såret ved angrebet, og hans regiment led store tab. Uheldigvis for Iverson og konføderationen viste dette slag sig at være højdepunktet i hans militære karriere.
Iverson blev rask i tide til at kunne slutte sig til Army of Northern Virginia i Marylandkampagnen. I slaget ved South Mountain trak hele hans brigade sig tilbage efter at deres brigadechef, brigadegeneral Samuel Garland, var blevet dødeligt såret. Iversons regiment tog også flugten i Slaget ved Antietam nogle få dage senere, selv om han fik samling på dem, så de vendte tilbage til slaget. Efter slaget blev Iverson forfremmet til brigadegeneral den 1. november og fik kommandoen over brigaden, hvilket fik den rangældre oberst, som midlertidigt havde haft kommandoen til at træde ud af hæren i afsky. Hans første opgave som leder af brigaden var i slaget ved Fredericksburg, men han blev placeret i reserven og kom ikke i kamp. Der opstod imidlertid snart en konflikt. Da han forsøgte at udpege en ny oberst for 20. North Carolina, som var en personlig ven udenfor regimentet, underskrev 26 af hans feltofficerer en protest mod denne handling. Iverson forsøgte at arrestere alle 26 officerer, men besindede sig til sidst. Hans ven blev ikke den nye oberst, men hele vinteren afviste Iverson at udnævne nogen af de andre kandidater til posten.
I Chancellorsville deltog Iversons brigade i generalløjtnant Stonewall Jacksons berømte omgående bevægelse og led store tab (herunder Iverson selv, der blev ramt i skridtet af en rokochetterende kugle), men fik ikke den samme ros og omtale som de to andre brigader i linjen. Han fortsatte også med at have et dårligt forhold til sine underordnede. Da han vendte tilbage til bagområdet for at få støtte til sin blanke var der mange af hans officerer der konstaterede at han skulkede. Hans rimelige indsats ved Gaines' Mill året før blev glemt, og rygterne svirrede om at han kun havde fået kommandoen over brigaden på grund af sin families politiske indflydelse.
Afslutningen på hans karriere kom i slaget ved Gettysburg. Den 1. juli 1863, mens han førte sin brigade i generalmajor Robert E. Rodes' brigade, igangsatte han et ubetænksomt angreb uden forudgående rekognoscering ind i en af Unionens stillinger, der var skjult bag en stenmur, nordvest for byen. Hans brigade led store tab og mange af hans folk faldt døde om på rad og række da en salve af riffelild overraskede dem. Iversons handlinger blev anset for irriterende fordi han ikke selv deltog i angrebet og da de hjælpeløse overlevende vinkede med hvide tørklæder for at stoppe unionstroppernes beskydning, rasede han over at de var kujoner. Hans adfærd var så irrationel (nogle beretninger siger at han var fuld) at han blev frataget kommandoen over brigaden i resten af slaget. Rent faktisk havde han ikke ret meget tilbage af sin brigade, efter at have mistet 458 mand på få sekunder (Mændene blev senere begravet i lave grave på dette sted på Oak Ridge, som de lokale kalder Iversons Pits, og som er et yndet sted for de som tror på overnaturlige kræfter. General Robert E. Lee udnævnte Iverson til midlertidig leder af militærpolitiet, hvilket fjernede ham fra kampopgaver, og i oktober 1863 fjernede han ham helt fra Army of Northern Virginia, ved at beordre ham til Georgia for at organisere kavaleri. Efter anmodning fra general Howell Cobb anførte han kavaleriet fra Georgia State Guard indtil dets tjenestetid udløb i februar 1864.
I 1864 havde Iverson kommandoen over en kavaleridivision, der tidligere havde været ledet af generalmajor William T. Martin, under generalmajor Joseph Wheeler, under generalmajor William T. Sherman's Atlanta kampagne. En mindre kamp ved Sunshine Church nær Macon i Georgia den 31. juli 1864 endte med at unionsgeneralen George Stoneman blev besejret og taget til fange (den højest rangerende unionsofficer, der blev taget til fange i løbet af krigen) sammen med 500 af hans kavalerister. Byen Macon gav Iverson og hans mænd en festlig modtagelse.
Iverson gjorde tjeneste i North Carolina ved krigens slutning.

## Efter krigen
Efter krigen var Iverson involveret i forretninger i Macon og flyttede til Florida i 1877 for at dyrke appelsiner. Han døde i Atlanta og ligger begravet der på Oakland Cemetery.